# 钝顶蹄盖蕨
钝顶蹄盖蕨（学名：Athyrium obtusilimbum）为蹄盖蕨科蹄盖蕨属下的一个种。

## 扩展阅读
- 維基物種上的相關：钝顶蹄盖蕨